# قدرت مطلق
قدرت مطلق یا قادر مطلق (به انگلیسی: Omnipotence) کیفیت برخورداری از قدرت نامحدود است یعنی کسی که توانایی انجام هر کاری که فکرش را می‌کنید یا خارج از تصور ما در تمام جنبه‌های مختلف بدون کوچک‌ترین ضعفی را دارد. ادیان یکتاپرستی عموماً صفت قدرت مطلق را به تنها الهه (یا خدای) کیش خود نسبت می‌دهند.